# Piazza Cavour (Naples)
Pour les articles homonymes, voir Piazza Cavour.
La Piazza Cavour est une place située dans le quartier San Lorenzo, dans le centre historique de Naples, en Campanie.
Elle est appelée aussi Largo delle pigne, en raison de la présence de pins (en napolitain e pigne) et était, comme la via Foria, un grand collecteur des eaux pluviales descendant des différentes collines à l'extérieur des murs de la ville.

## Situation
La Piazza Cavour donne à l'est sur le Musée archéologique national ; elle est fermée par la Porta San Gennaro érigée pour marquer la fin de l'épidémie de peste de 1656.
L'église Santa Maria delle Grazie se trouve également sur la place Cavour, qui est agrémentée en outre, en son centre, par la fontaine du Triton. On remarque aussi l'église Santa Maria del Rosario alle Pigne.
Parmi les édifices qui entourent la place, on peut voir la façade de l'église du Gesù delle Monache construite au début du XVIe siècle à la demande de Jeanne d'Aragon, seconde épouse du roi de Naples Ferdinand Ier.
Elle est située à proximité de la station « Museo » (it) » de la ligne 1 du métro de Naples ou de la station « Piazza Cavour » (it) sur la ligne 2 du métro de Naples. Depuis le 1er janvier 2002, un tunnel piéton relie les deux stations entre elles, permettant ainsi la connexion des deux premières lignes du métro.

## À noter
La prononciation correcte est Piazza Cavoùr, en mettant l'accent sur le « U ». Les Napolitains, cependant, ont tendance à prononcer son nom Cavour, et cette utilisation est si bien établie que la prononciation correcte n'est utilisée par presque personne dans la ville.

## Sources
- (it) Cet article est partiellement ou en totalité issu de l’article de Wikipédia en italien intitulé « Piazza Cavour (Napoli) » (voir la liste des auteurs).